# Цекубське вино
Цекубське вино (лат. Caecubum, давньогр. Kaikoubos) — римське червоне вино надзвичайно високої якості, яке вирощували на «Caecubus ager», заболоченій рівнині в Лаціо на прибережному озері Фунді (лат. lacus Fundanus) неподалік від міста Террачина та споживали по всій Римській імперії.
Виноградні лози Цекуби чудово розвивалися на пухких вулканічних туфових ґрунтах цього виноградного регіону в Лаціо. Римські поети Горацій (в "Одах "), а пізніше Марціал високо оцінювали це вино. Нерон наказав побудувати канал у районі вирощування цекубського вина, щоб мати можливість перевезти скарби Дідони, які, як вважалося, були сховані неподалік. Болотистий виноробний масив був осушений і остаточно знищений. Цекубське вино спершу повністю зникло. Ймовірно, ця назва закріпилася як загальна назва вишуканого вина. За часів Марціала благородне цекубське імітували, виробляли та доставляли любителям вина від виноробів грецького міста Амікла.